# Никотера
Нико̀тера (на италиански: Nicotera, на местен диалект Ncòtra, Нкотра) е градче и община в Южна Италия, провинция Вибо Валентия, регион Калабрия. Разположено е на 220 m надморска височина. Населението на общината е 6445 души (към 2012 г.).